# 降頻
降頻（Underclocking）是把一顆电脑硬件的時脈速度下調至低於廠方的數字，其目的是為了省電及減少熱力。適合在高溫或散熱裝置較少的環境下使用。
現代的CPU与显卡已经成为电脑中的“用电大户”，用户和厂家都不得不考虑如何节约能源，而降低运作频率就是一项非常有效的方法。
对于核心制程相当的电子元件而言，耗电量正比于：
時脈速度x電晶體數目x電壓2
與降頻相反的是超頻，它提高時脈速度。

## 情况
在以下情况下，硬件设备将会降频：
- 在工作温度超出设计温度极限时，硬件不得不降频来将温度降低至正常水平。
- 在启用了一些节能的电源计划，会通过降频来减少能耗。
- 在供电器无法达到所需的能量供应时，硬件也会不得不降频来使硬件的运行保持状态稳定。
- 用户自行降低频率。

## 影响
降频将会使電腦硬件可能有以下变化：
- 能耗减少，降頻會同步降低電壓與時脈，導致處理器功耗顯著下降，並降低整體系統的能源消耗。
- 性能降低，處理器的計算能力因降頻而減弱，導致應用程式執行速度變慢。
- 变得稳定，高溫或過載狀況下啟用降頻機制，有助於防止過熱當機、重啟或藍屏等不穩定狀況的發生。
- 温度降低，降頻後處理器發熱量減少，快速降低核心溫度。
- 風扇噪音減少，隨著溫度下降，冷卻系統風扇轉速自動降低。
- 功率與熱設計限制適應，透過降頻，CPU/GPU可維持在設計功耗（TDP）範圍內，避免電源過載及過熱問題。